# Thuiaria nivea
Thuiaria nivea är en nässeldjursart som först beskrevs av Fenyuk 1947.  Thuiaria nivea ingår i släktet Thuiaria och familjen Sertulariidae. Inga underarter finns listade i Catalogue of Life.